# 永遠 (Mr.Childrenの曲)
『永遠』（えいえん）は、日本のバンド・Mr.Childrenの9作目の配信限定シングル。2022年3月24日にトイズファクトリーより発売された。

## 背景
2020年、新型コロナウイルス感染症 (COVID-19)の流行が拡大し、同年4月20日と21日にゲスト出演が予定されていたSuchmosの対バンツアー『Suchmos The Blow Your Mind TOUR 2020』が中止になったことを始め、バンドとしての表立った活動は大幅に制限されることとなった。同年12月にはコロナ禍直前にレコーディングを終えていた20thアルバム『SOUNDTRACKS』をリリース、およびそのプロモーションに伴うテレビ出演は行なわれたものの、開催が予定されていたアルバムツアーは発表することなく中止が決定。当時の状況について、桜井和寿は次のように振り返っている。
| 「                                              | 正直ぼんやりしていました。サッカーゴールがないのにサッカーしているみたいな。だから、どこに向かってドリブルしていっていいのかも、パスを出していいのかもわかんないっていう感じで。曲はできるんですけど、絵で言うと、メモ用紙にデッサンするぐらいで、キャンバスを出して『さあ描くぞ』っていうような作り方にはなかなかならなかったです。でも、30周年にドーム＆スタジアムツアーをやるっていうのが決まっていたので、2021年は、そこに向けての準備っていう一年でした。そういう目標が見えているほうが張り合いを感じるんですね | 」 |
| —桜井和寿（「Yahoo!ニュース」インタビューより） | |    |

こうして、スケジュールとして消えずに残された2022年開催のドーム・スタジアムツアー『Mr.Children 30th Anniversary Tour 半世紀へのエントランス』へ向けてスタジオリハーサルなどを重ねる一方、2021年には映画主題歌のタイアップが決定した本楽曲「永遠」およびベスト・アルバム『Mr.Children 2015-2021 & NOW』収録曲「生きろ」のレコーディングも行なわれた。中川敬輔曰く、このタイミングでレコーディング出来たことがバンドとして「この2曲を“届けられる”という“前向きな気持ち”」が持てることに救われたといい、桜井も次のように発言している。
| 「                                                                            | 「永遠」も「生きろ」も、どちらもタイアップのお話をいただいた上で作り始めたんですけど、そうしたことでもないと、このコロナ禍の中でなかなかアウトプットが見えない、いつリリースされるかもわからないものになかなか本気で取り組めないというか。本気で取り組めないって言い方はおかしいけれど……ちゃんとこの曲のアウトプットはこういう形になります、となれば「さあやろう!」と向かえるんだけど、このコロナ禍の中でいろいろなことがぼんやりしていて、当時はレコーディングさえいつ始められるのかわからないような状況だったので、こうして具体的なゴールとなるタイアップの話をいただいた時は、率直に嬉しかったです | 」 |
| —桜井和寿（『SWITCH 特別号 Mr.Children 30th ANNIVERSARY SPECIAL ISSUE』より） | |    |

## 制作
本楽曲は小林武史が制作に参加しており、これは2015年発売のアルバム『REFLECTION』以来約7年ぶりとなる。桜井和寿は「今年はMr.Childrenとしてデビュー30周年にあたる年であり、久しぶりに小林武史さんと一緒にこの曲を作れたことは、自分達の音楽を再確認する大切な時間となりました」とコメントしている。
デモ音源制作時には桜井が自身でアレンジを考えていたものの、合点がいかず何度もやり直していた。桜井は「『これぞMr.Children』という切なさ、キュンとした部分を探してたんですが、なかなかうまくいかなくて。1カ月くらい費やしたんですが、やっぱり納得できず」と語っており、試行錯誤した末に小林に編曲を依頼したという。そのため、当初はメジャー・デビュー30周年を意図していたものではなく、鈴木英哉は「奇しくも30周年の中に入ることになったっていうことでは、不思議な流れだなあと思って。いいサプライズになったと思いました」と述べている。また、中川敬輔は前作『SOUNDTRACKS』を作ったからこそ再び小林と制作しようと思えた、と振り返っており、鈴木も「むしろ新鮮だった」と発言している。
本楽曲のイントロやアウトロは小林によるもので、桜井は「涙が出るような感じ」があったという。桜井曰く、「『すごいな』と思ったし、マネしようとしてもできない、小林さんじゃないとできない仕事だと思います。Mr.Childrenの生かし方をよく知ってるというか」とのこと。田原健一は「僕らと小林さんでやったらミスチルサウンドになるんだなあって改めて思った」と語っている。
レコーディングの模様は、ベスト・アルバム『Mr.Children 2015-2021 & NOW』の初回生産限定盤付属DVDに収録されているドキュメンタリー映像『Mr.Children -NOW-』に一部収録されている。

## 音楽性
本楽曲はNetflix映画『桜のような僕の恋人』主題歌として書き下ろされたバラードである。主題歌発表に際して、桜井和寿は「過去の何処かに置いてきた何かが、忘れかけていた大切な何かが、この物語の中にある気がして、これでもかってくらい感情移入し、物語にシンクロさせてこの曲を制作しました」とコメントしている。
歌詞は若い2人の恋愛の物語となっている。桜井は、年齢的にも自分発信では絶対に書けない歌詞であると振り返っており、映画の物語に寄り添うことで、初々しい恋愛の歌を恥ずかしげもなく歌うことが出来たと発言している。また、コロナ禍での制作であったことから自身がステージに立って歌う姿を想像し難かったため、物語に没入して制作していたとも語っている。

## リリース・プロモーション
前作『turn over?』より約1年半ぶりとなる配信限定シングル。
本作のアートディレクターは森本千絵が担当。ジャケットの写真は山田博行によるものである。
本作発売同日、TikTokにてこれまで発表されたMr.Childrenの全楽曲が解禁された。

## 批評
音楽ライターの高橋智樹は、本作に関して、アルバム『REFLECTION』以来となる小林武史とのタッグによって、桜井和寿のメロディの奥行きやバンドのビートの強度が「より一層鮮烈な音像とイメージを立ち昇らせてくる」とし、「ポップミュージックに見果てぬ永遠を求め続けるMr.Childrenの在り方が凝縮された名曲」と評価した。

## チャート成績
初週で約3.1万ダウンロードを計上し、2022年4月4日付のオリコン週間デジタルシングルチャート、および3月30日公開のBillboard JAPAN週間ダウンロードソングチャート「Billboard Japan Download Songs」で共に初登場1位を記録。Mr.Childrenの配信限定シングルでチャート1位を獲得したのは、7th配信限定シングル『here comes my love』以来約4年ぶりとなる。また、翌週も約1.5万ダウンロードを記録し、両チャートで2週連続1位となった。

## 収録曲
| #  | タイトル | 作詞・作曲 | 編曲                   |                             | 時間 |
| -- | -------- | ---------- | ---------------------- | --------------------------- | ---- |
| 1. | 「永遠」 | 桜井和寿   | Mr.Children & 小林武史 | 弦編曲: 小林武史 & 四家卯大 | 6:12 |

## 楽曲解説
1. 永遠
  - Netflix映画『桜のような僕の恋人』主題歌[16]。
  - 2022年4月8日 - 9日に東京ガーデンシアターで開催されたファンクラブ会員限定ライブ『FATHER & MOTHER Special Prelive エントランスのエントランス』でライブ初披露された。その模様は、同年5月11日に発売されたベスト・アルバム『Mr.Children 2011-2015』の初回生産限定盤および通常盤初回プレス分の購入者限定ウェブサイト『SPECIAL ENTRANCE 1』にて、同年5月10日から2023年5月9日までの期間限定で公開された[27]。
  - 2022年5月11日発売のベスト・アルバム『Mr.Children 2015-2021 & NOW』でアルバム初収録となった。シングル曲でアルバム初収録がベスト・アルバムとなったのは本楽曲と「ヒカリノアトリエ」のみである。また、直近のオリジナルアルバム『miss you』にも未収録となっている。

## 参加ミュージシャン
- Mr.Children
  - 桜井和寿：Vocal & Guitar
  - 田原健一：Guitar
  - 中川敬輔：Bass
  - 鈴木英哉：Drums
- 小林武史：Keyboards
- 四家卯大：Cello
- 沖祥子：Violin
- 四家卯大ストリングス：Strings

## テレビ出演
| 番組名                   | 日付          | 放送局     | 演奏曲           |
| ------------------------ | ------------- | ---------- | ---------------- |
| ミュージックステーション | 2022年4月1日  | テレビ朝日 | 永遠             |
| ミュージックステーション | 2022年4月1日  | テレビ朝日 | フェイク         |
| SONGS                    | 2022年5月12日 | NHK総合    | ヒカリノアトリエ |
| SONGS                    | 2022年5月12日 | NHK総合    | 永遠             |
| SONGS                    | 2022年5月12日 | NHK総合    | 生きろ           |

## ライブ映像作品
| 曲名 | 作品名                                                   |
| ---- | -------------------------------------------------------- |
| 永遠 | Mr.Children 30th Anniversary Tour 半世紀へのエントランス |

## 収録アルバム
- 『Mr.Children 2015-2021 & NOW』